# Spoorlijn Örebro - Svartå
De spoorlijn Örebro - Svartå (Zweeds: Svartåbanan) is een deels nog bestaande spoorlijn in het midden van de zuidelijk helft van Zweden in de provincie Örebro län. De lijn verbond de plaatsen Örebro en Svartå met elkaar.
De spoorlijn is 49 kilometer lang en werd in 1897 in gebruik genomen, waarvan een deel in 1985 gesloten werd.